# Xhaferr Ypi
Xhaferr Bej Ypi (Starje, 12 gennaio 1880 – Starje, 17 dicembre 1940) è stato un politico albanese.
Ha ricoperto il ruolo di Primo ministro dell'Albania, in carica dal gennaio al dicembre 1922.